# NGC 5398
NGC 5398 là một thiên hà xoắn ốc có thanh chắn dạng Magellan trong chòm sao Bán Nhân Mã.